# División Río Superior
La división de Río Superior (en inglés: Upper River) es una de las cinco divisiones principales de la República de Gambia. Su ciudad capital es la ciudad de Basse Santa Su.

## Demografía
Posee 2070 km² que se encuentran habitados por 194.716 personas (cifras del censo de 2008). Por lo que la densidad poblacional de esta división es de 94 pobladores por kilómetro cuadrado.

## Distritos
La subdivisión de la división de Upper River está compuesta por el cuarteto de distritos que aparecen a continuación:
- Fulladu East
- Kantora
- Sandu
- Wuli

- Datos: Q824373